# Wintonotitan

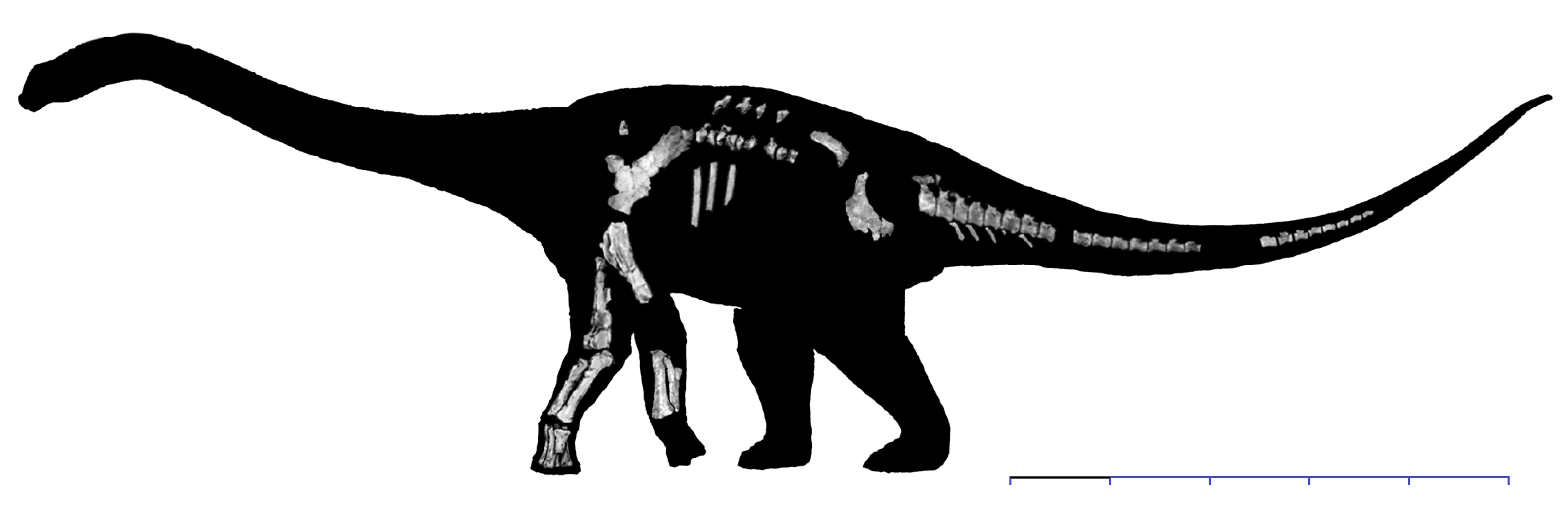
Skelettrekonstruktion von Wintonotitan. Aus Hocknull und Kollegen, 2009.

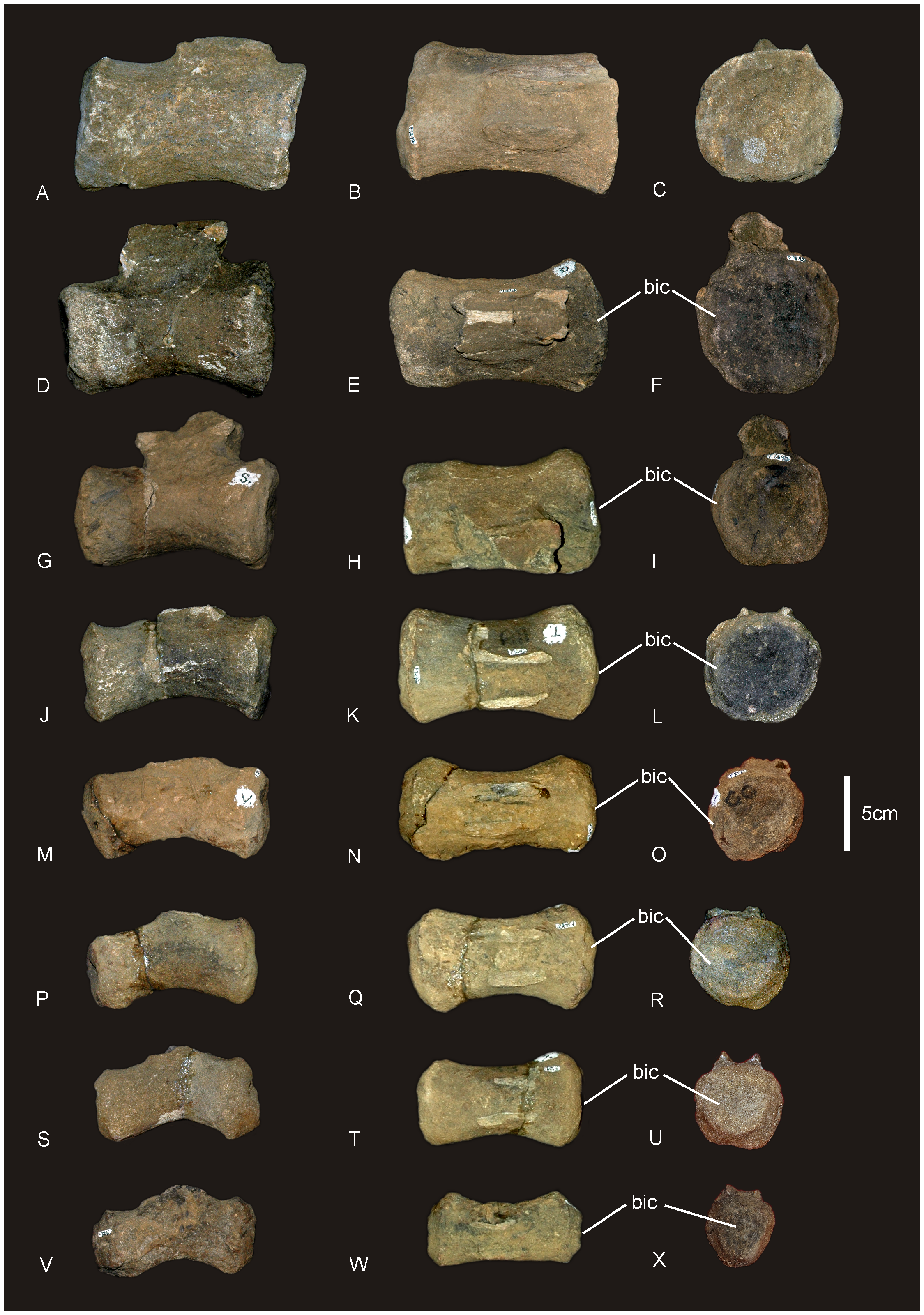
Mittlere (die obersten drei) und hintere Schwanzwirbel von Wintonotitan. Die Beschriftung bic markiert die zweiseitige Konvexität der Wirbel, eine Autapomorphie von Wintonotitan. Aus Hocknull und Kollegen, 2009.

Wintonotitan ist eine Gattung sauropoder Dinosaurier und ein ursprünglicher Vertreter der Titanosauriformes aus der Unterkreide Australiens. Diese Gattung wurde 2009 mit der einzigen Art, Wintonotitan wattsi, erstmals wissenschaftlich beschrieben. Wintonotitan ist durch ein schädelloses, fragmentarisches Skelett bekannt, das aus Knochen der Vorderbeine, des Schultergürtels, einigen Rückenwirbeln, fragmentarischen Beckenknochen sowie Teilen der Schwanzwirbelsäule besteht. Teile dieses Skeletts wurden bereits 1974 entdeckt und vorläufig als Art von Austrosaurus beschrieben. Weitere Knochen dieses Skeletts wurden erst bei Grabungen zwischen 2006 und 2009 freigelegt.
Die Titanosauriformes sind eine Gruppe vor allem in der Kreidezeit lebender Sauropoden, welche Brachiosaurus und verwandte Arten (auch als Brachiosauridae bekannt) sowie die Titanosauria, zu denen unter anderem Saltasaurus, Opisthocoelicaudia und Argentinosaurus gehören, beinhalten. Einige gemeinsam abgeleitete Merkmale (Synapomorphien) lassen darauf schließen, dass es sich bei Wintonotitan tatsächlich um einen Titanosauria handeln könnte.

## Merkmale
Wintonotitan kann auf eine Länge von etwa 16 Metern geschätzt werden. Von anderen Gattungen lässt sich diese Gattung durch eine einzigartige Kombination von Merkmalen unterscheiden: So zeigten beispielsweise die Wirbel in ihrem oberen Drittel luftgefüllte (pneumatische) Kammern. Insgesamt besaß Wintonotitan etwa 35 Schwanzwirbel. Während die vorderen und mittleren Schwanzwirbel an beiden Enden flach waren (amphiplatisch), waren die hinteren Schwanzwirbel zylindrisch und an beiden Enden konvex – letzteres Merkmal gilt als einzigartig für diese Gattung (Autapomorphie). Das Vorderbein war insgesamt grazil, der Oberarmknochen (Humerus) wies geteilte untere Gelenkknorren auf.
Verschiedene Merkmale erlauben eine Einordnung innerhalb der Titanosauriformes. So zeigten beispielsweise die Rückenwirbel eine komplexe, schwammartige innere Struktur aus zahlreichen Kammern. Das Darmbein (Ilium) zeigte in der vorderen (präacetabularen) Hälfte einen vergrößerten und nach oben gerichteten keulenartigen Kamm, der dazu führte, dass das Darmbein seinen höchsten Punkt in der vorderen Hälfte zeigte, und nicht unmittelbar über der Gelenkpfanne (Acetabulum), wie bei ursprünglicheren Sauropoden. Der vordere (anteriore) Fortsatz an der Unterseite des Darmbeins (pubic peduncle) stand senkrecht auf der Achse des Kreuzbeins (Sakrum).
Bei einigen Merkmalen handelt es sich um gemeinsam abgeleitete Merkmale (Synapomorphien) der Titanosauria, was bedeuten könnte, dass Wintonotitan dieser Gruppe zuzuordnen ist. So zeigten die Rückenwirbel augenförmige seitliche Aushöhlungen (Pleurocoele). Des Weiteren zeigte die Elle (Ulna) ein ausgeprägtes Olekranon – ein Knochensporn am oberen Ende, der sich über die Gelenkfläche der Elle erstreckt. Zudem war das Sitzbein (Ischium) plattenartig.

## Forschungsgeschichte und Namensgebung
Das Skelett wurde bereits 1974 von Keith Watts entdeckt. Der Fundort (QML 313 „Triangle Paddock“) liegt etwa 60 km nordwestlich der Stadt Winton in Queensland. Stratigraphisch gehört der Fundort zur unteren Winton-Formation. Weitere Knochen desselben Skeletts wurden zwischen 2006 und 2009 von Grabungen des Australian Age of Dinosaurs Museum of Natural History und des Queensland Museum geborgen. Dasselbe Grabungsteam fand in der näheren Umgebung in einer weiteren Fundstelle der Winton-Formation, der „Matilda-Fundstelle“, die Überreste eines neuen Titanosauriers, Diamantinasaurus, sowie eines neuen allosauroiden Theropoden, Australovenator. Ursprünglich wurde das Skelett als neue Spezies der Gattung Austrosaurus beschrieben (Austrosaurus sp.), dem damals einzigen bekannten kreidezeitlichen Sauropoden aus Australien. Austrosaurus (bzw. das Holotyp-Material der Typusart Austrosaurus mckillopi) basiert lediglich aus etwa acht sehr stark verwitterten Rückenwirbeln, die nur wenige für die Klassifikation hilfreiche Merkmale offenbaren, weswegen diese Gattung von Hocknull und Kollegen (2009) als Nomen dubium (zweifelhafter Name) geführt wird. 
Nur ein einziger Knochen des Wintonotitan-Skeletts – ein fragmentarisches Rückenwirbelzentrum – überlappt sich mit dem Typmaterial von Austrosaurus. Dennoch sind zwischen diesen beiden Knochen deutliche Unterschiede erkennbar, so ist bei Wintonotitan die seitliche Aushöhlung augenförmig und viel größer als bei Austrosaurus, was bestätigt, dass beide Funde zu unterschiedlichen Gattungen gehörten.
Das Skelett (Holotyp, Exemplarnummer QMF 7292) besteht aus dem Schulterblatt, Armknochen, Mittelhandknochen, fragmentarischen Rücken- und Kreuzbeinwirbeln, Rippen, Teilen des Darmbeins, Sitzbein sowie Teilen der Schwanzwirbelsäule. Ein weiterer Fund (Exemplarnummer QMF 10916) wurde ebenfalls dieser Gattung zugeschrieben und besteht aus isolierten mittleren und hinteren Schwanzwirbeln.
Wintonotitan ist nach der Stadt Winton in Queensland benannt, die Endung titan weist auf die Titanen der griechischen Mythologie. Das Artepitheth wattsi ehrt Keith Watts, welcher 1974 die ersten Knochen des Skeletts entdeckte und sie dem Queensland Museum schenkte.